# Luis Eduardo Pérez
Luis Eduardo Pérez Pagola (Montevideo, 12 ottobre 1774 – Montevideo, 30 agosto 1841) è stato un politico uruguaiano.

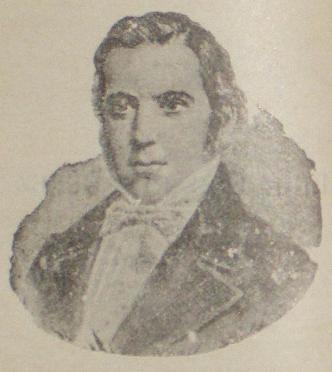
Luis Eduardo Pérez

È stato Presidente dell'Uruguay dal 24 ottobre al 6 novembre 1830.